# 몰리뉴 스타디움
몰리뉴 스타디움(Molineux Stadium)은 영국의 축구 경기장이다. 2017-2018 시즌에 프리미어리그으로 승격한 울버햄튼 원더러스 FC의 홈 경기장이며 수용 인원은 32,050명이다.